# Сари-Баш Джамісі
Сари-Баш Джамісі (крим. Sarıbaş Camisi) — мечеть у селі Сари-Баш Курманського району Автономної Республіки Крим.
Будівництво завершене в 2011 році.